# Gaston Planté

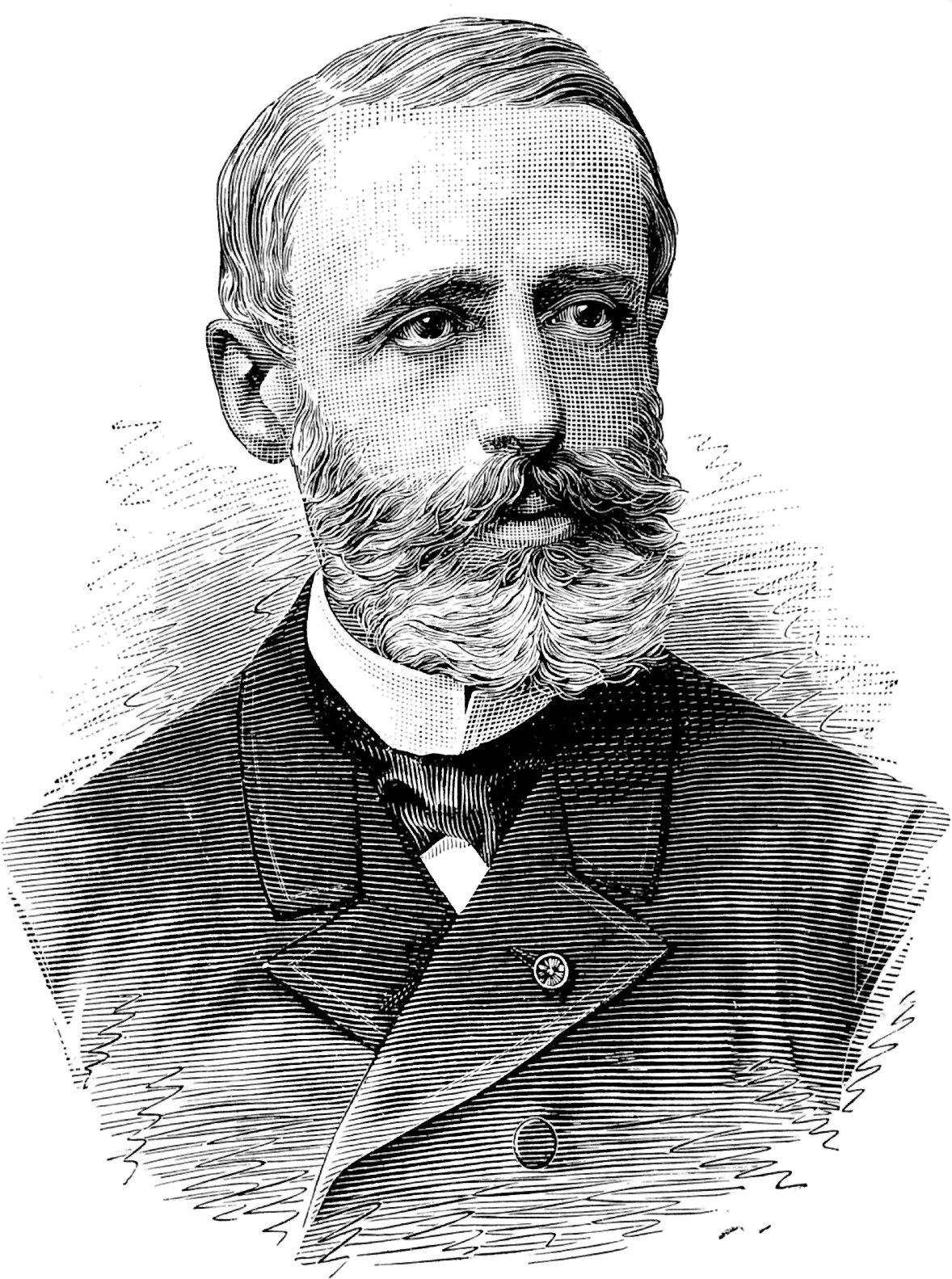
Gaston Planté.

Raymond Louis Gaston Planté (* 22. April 1834 in Orthez; † 21. Mai 1889 in Paris) war ein französischer Physiker und Paläontologe.
Er begann seine Laufbahn als Assistent am Pariser Conservatoire des Arts et Métiers und wurde später Professor der Association Polytechnique. 1859 entwickelte er die 1854 von Wilhelm Josef Sinsteden erfundene Blei-Säure-Batterie, heute unter dem Begriff Bleiakkumulator bekannt, mit der von ihm gefundenen spiralförmigen Anordnung der Platten und als Planté-Zelle bezeichnet, erheblich weiter und eröffnete so den Weg zu deren praktischer Nutzung. Bis zu einer industriellen Anwendung von Blei-Säure-Batterien vergingen allerdings noch zwanzig Jahre. Einen frühen Einsatz erfuhren die Zellen im ersten „offiziell“ anerkannten Elektrofahrzeug, dem Trouvé Tricycle 1881 von Gustave Trouvé in Paris.
Planté war auch als Paläontologe tätig. So fand er 1855 die ersten Fossilien des Gastornis (Gastornis parisiensis) in der Nähe von Paris.
Der Mondkrater Planté ist nach ihm benannt.